# Marcantonio Mazzoleni
Marcantonio Mazzoleni (... – 1632) è stato un artigiano italiano collaboratore tecnico assunto da Galilei per il suo laboratorio padovano.

## Biografia

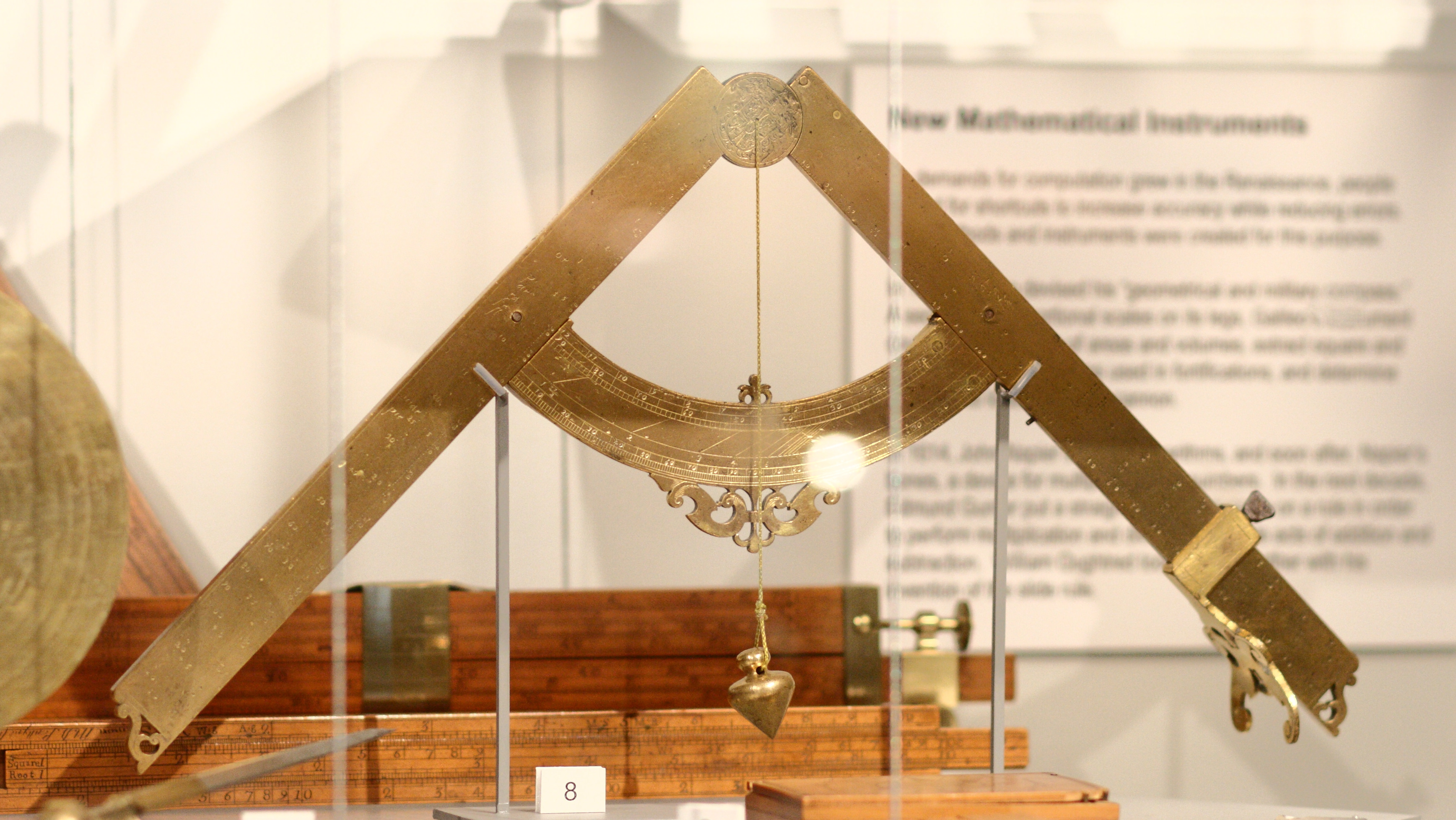
Un compasso geometrico militare progettato da Galileo Galilei, descritto in Le operazioni del compasso geometrico et militare (1606). Si pensa che sia stato costruito da Marcantonio Mazzoleni nel 1604 circa in modo da avere un quadrante che fissa i due lati ad un angolo di 90 gradi, impedendo l'apertura e la chiusura del compasso ma permettendo di misurare l'angolo.

Scarsissime le notizie sulla sua vita ricavabili dal carteggio galileiano e da alcuni documenti d'archivio. Sconosciuti la data e il luogo di nascita si sa che era figlio di Paolo Mazzoleni e di Marietta Bazi e che faceva parte di una famiglia di orologiai. Il padre e lo zio di Marcantonio erano conosciuti a Padova per la loro bottega di orologeria che andò in malora per una lite nata tra i due artigiani. Molto diversa la condizione sociale del fratello maggiore di Marcantonio, Mario: questi era plurilaureato e incaricato della cattedra di filosofia naturale che ricoprì all'università di Padova per ben trentasei anni.
Marcantonio invece preferì esercitare le arti meccaniche e dovette godere fama di abile artigiano se Galilei nel 1599 lo assunse con un modestissimo salario concedendogli anche di essere ospitato con la moglie, che aveva le funzioni di cuoca e governante,  e con la figlia nella sua casa dove Mazzoleni rimase per quattro anni costruendo per lo scienziato pisano strumenti per i suoi studi.
Anche quando cambiò casa Mazzoleni continuò per complessivi dieci anni a lavorare per Galilei costruendo per lui compassi militari, compassi storti, squadre, bussole ed altro. Quando poi Galilei tornò a Firenze Mazzoleni lavorò per l'Università di Padova e assunse infine nel 1612 l'incarico, che era stato del padre, di regolare l'orologio del palazzo del Bò, sede dell'università, e di «sonar della medesima campana alla distesa per le lettioni».
Benché stimato e conosciuto come abilissimo artigiano non arrivò mai ad essere agiato, tanto che nel 1615 risultava all'estimo che come modesta rendita fissa aveva solo il ricavato di alcuni terreni agricoli. Ancora nel 1635 Galilei ne chiedeva notizie per incaricarlo di costruire un compasso, ma venne a sapere da Fulgenzio Micanzio che Mazzoleni era morto di peste nel 1632.